# Islandiana speophila
Islandiana speophila là một loài nhện trong họ Linyphiidae.
Loài này thuộc chi Islandiana. Islandiana speophila được Wilton Ivie miêu tả năm 1965.